# Glirulus japonicus
Јапански пух (Glirulus japonicus) је врста глодара из породице пухова (Gliridae). 

## Распрострањење
Ареал врсте је ограничен на једну државу. Јапан је једино познато природно станиште врсте.

## Станиште
Станиште врсте су шуме.

## Угроженост
Ова врста није угрожена, и наведена је као последња брига јер има широко распрострањење.